# Pokafoss
Pokafoss è una cascata alta 2 metri, situata nella regione del Höfuðborgarsvæðið, l'area metropolitana della capitale Reykjavík, nella parte sud-occidentale dell'Islanda.

## Descrizione
La cascata, alta 2 metri, è situata sul fiume Laxá í Kjós effluente del lago Stíflisdalsvatn, che si trova a 1,5 km a nord-ovest. Il fiume prosegue poi il suo corso per andare a sfociare in mare nel fiordo Hvalfjörður. 
Data la modesta altezza del salto, è più assimilabile a una zona di rapide del fiume, che a una vera cascata. 
L'Islanda ha anche altri fiumi chiamati Laxá, che significa fiume del salmone. La denominazione del Laxá í Kjós indica che questo corso d'acqua si trova nel comune di Kjós.

## Accesso
La cascata è raggiungibile dalla strada 48 Kjósaskarðvegur, che collega il fiordo Hvalfjörður con Þingvellir.
È posizionata 6,5 km a valle di Þórufoss, l'altra cascata posta sullo stesso fiume.